# 安農萬富微水力發電廠
安農萬富微水力發電廠位於臺灣宜蘭縣三星鄉安農溪與萬富渠分流的攔河堰上，為恆水創電公司所投資興建的微水力發電廠，該發電廠於2022年7月7日與台灣積體電路公司簽訂臺灣首張（PPA）微型水力發電購售電合約，並於2023年7月完工。

## 沿革

### 背景
中華民國政府於2016年起推動能源轉型政策，並訂定「展綠、增氣、減煤、非核」等四大指標作為政策大方向，其中再生能源發展在2025年再生能源發電量須達到臺灣電網佔比20%的目標，之中又以太陽光電及風力發電做為主力發展方向。
而擁有超過百年發展歷史的水力發電技術，受限於臺灣地狹人稠、環境保育意識抬頭、優良廠址多已完成開發等因素下，轉向裝置容量低於20MW、對環境破壞較低，且多數均設置在既有水利構造物上的小水力發電、微水力發電為主。

### 規劃

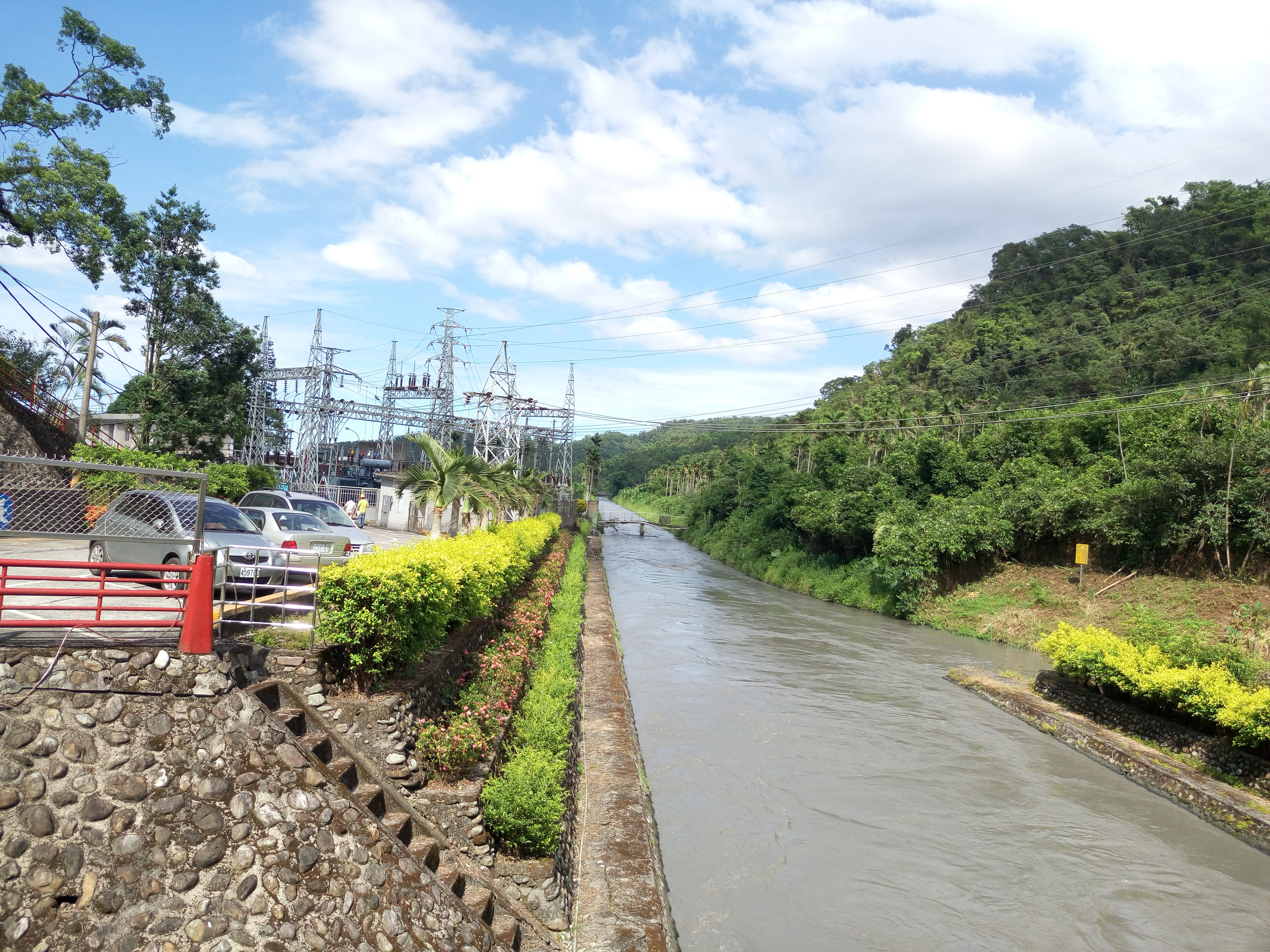
安農溪源頭，台電公司蘭陽發電廠天埤機組，也是安農萬富微水力發電廠的源頭。

2019年鄒飛逯與恆水創電公司共同創辦人廖弘毅提出安農溪微水力案場申請，2020年1月鄒飛逯於宜蘭縣正式成立恆水創電公司，目標發展臺灣小水力發電產業。

### 施工
安農溪微水力案場申請歷經三年正式取得施工許可，計畫利用安農溪與萬富渠分流的攔河堰上興建微水力發電機組，2021年12月9日恆水創電公司與比利時駐臺北辦事處共同舉辦記者會，發表由該公司與比利時水輪機製造公司TURBULENT一同研發的超低落差垂直渦流水輪機「Turbulent S」，該機組有效落差只需1.28公尺即可商業運轉，並且第一部機組預計將裝設在宜蘭縣安農溪的安農萬富案場上。
萬富渠為1959年宜蘭農田水利會（現農水署宜蘭管理處），為解決紅柴林圳灌區用水紛爭問題，於月眉圳下游2,500公尺處安農溪左岸新設攔河堰、取水門、渠道等設施，做為新的灌溉系統，稱為萬富圳、或萬富渠。萬富渠攔河堰長45公尺、高1.5公尺，排洪兼排砂閘門三座、取水門兩座，門寬均為1.5公尺，總工程經費新臺幣275萬元，而安農萬富微水力發電廠就是利用攔河堰上，三座排洪兼排砂閘門向下游排放溪水時的落差，加以利用進行水力發電。
2022年7月7日恆水創電公司與台灣積體電路公司簽訂臺灣首張（PPA）微型水力發電購售電合約。安農萬富微水力發電廠所使用的安農溪其源頭為台灣電力公司蘭陽發電廠天埤機組的尾水，因此施工期間須配合天埤機組停機停水檢修時，一併進行下游的安農萬富電廠施工，以及配合農業部農田水利署宜蘭管理處的萬富渠用水調度才得以正常施工。

### 完工
2023年5月15日恆水創電公司宣布安農萬富微水力發電廠Turbulent公司所製造100kW微水力發電機組，經過調整，已正式完成試運轉工作，預計後續完成設備最佳化與廠區收尾工作後，將在2023年夏季正式商轉。
2023年7月底安農萬富微水力發電廠通過經濟部能源局設備登記，與台電公司電網成功併聯，正式開始躉購給台電，然而自2024年起將依照與台積電公司簽訂之售電合約，安農萬富電廠所生產電力將全數轉售台積電。
2023年8月4日台灣小水力綠能產業聯盟宣布，旗下會員恆水創電公司所屬的安農萬富微水力發電廠於該年7月正式完工，但仍有設備調整工作持續中，該發電廠的完工也成為臺灣第一座河川微水力發電首次採用，也是Turbulent公司首部投入運轉的垂直渦流水輪機。

## 設施

### 發電機組
| 名稱   | 發電機型號                      | 水輪機型號                      | 機組數量 | 發電方式 | 有效落差（公尺） | 單一機組用水量（CMS） | 容量（MW） | 位置               | 商轉日期  | 狀態   |
| ------ | ------------------------------- | ------------------------------- | -------- | -------- | ---------------- | --------------------- | ---------- | ------------------ | --------- | ------ |
| 一號機 | 比利时Turbulent製交流同步發電機 | 比利时Turbulent製垂直渦流水輪機 | 1        | 川流式   | 3.2              | 5.8                   | 0.1MW      | 宜蘭縣三星鄉安農溪 | 2023年7月 | 商轉中 |